# Рішар Мік
Ріша́р Міќ (фр. Richard Mique; 18 вересня 1728, Нансі — 8 червня 1794, Париж) — французький архітектор, представник неокласицизму — стиля Людовіка XVI, останній Перший архітектор короля часів Старого порядку.

## Біографія

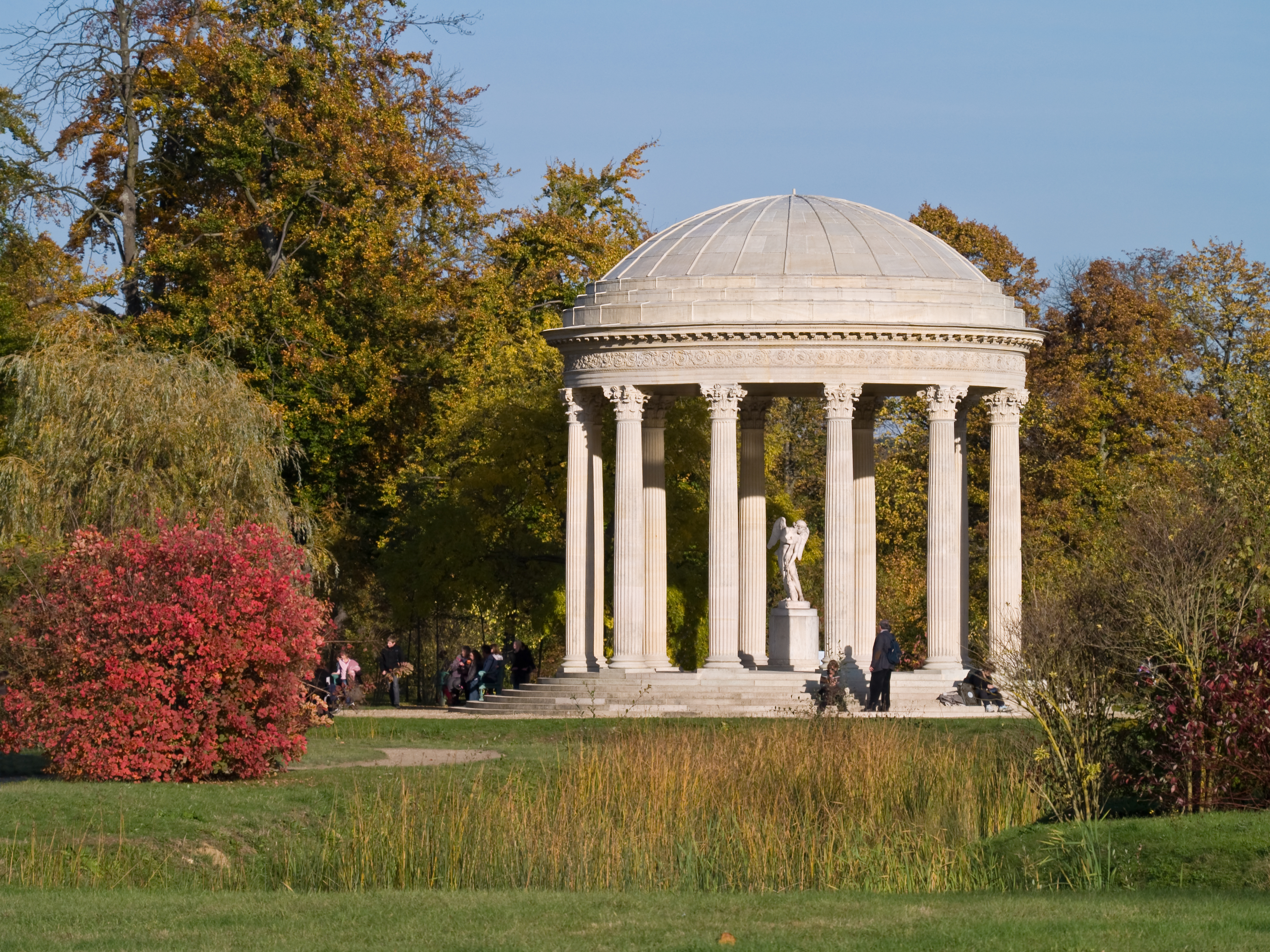
Храм кохання у Тріаноні.

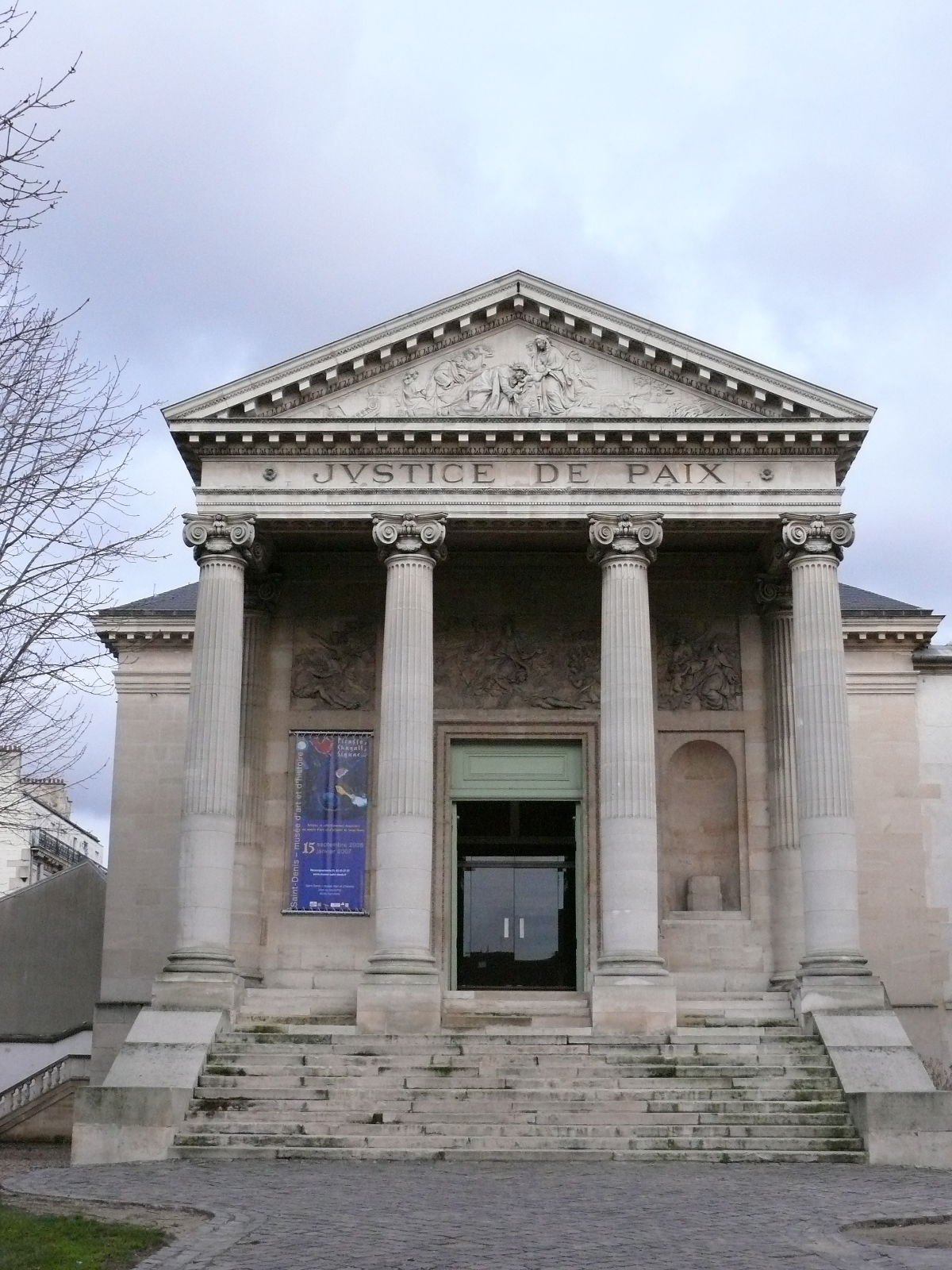
Каплиця Кармеліток у Сен-Дені

Належав до сім'ї будівельників з Ельзасу, що у XVII столітті перебралася до Лотарингії. Дід, П'єр Мік, — архітектор примаса Нансі, батько, Симон Мік, — архітектор, що займався будівельними підрядами у Люневілі. Друга його дружина, Барбе Мішель (фр. Barbe Michel), народила сина Рішара, хрещеного на наступний день у місцевій церкві Сан-Себастьян у Нансі.
Майбутній зодчий спершу отримував уроки майстерності у свого родича інженера-фортифікатора. Згодом, можливо, у Жака-Франсуа Блонделя  [Архівовано 1 червня 2019 у Wayback Machine.].
Після повернення у Люневіль Мік служить у Станіслава Лещинського. Він завершує оздоблювальні роботи споруд, що почав Еммануель Ере де Корні. На прохання тестя Людовік XV дає архітектору посаду генерального директора будівель Лотарингії, грамоту на дворянство та хрест св. Михайла.
Після смерті польського короля, у кар'єрі Міка настає затримка. Прохання, спрямовані директору королівських будівель, Абелю де Марін'ї, брату фаворитки, через протидії А.Ж. Габріеля лишилися без відповіді. Однак його викликає у Версаль сама королева.
На замовлення Марії Лещинської зодчий проектує на теренах колишнього маєтку Монтеспан — Клан'ї, комплекс, який складається з виховного дому для дівчат, монастиря та дому презирства. Перший задум у дусі ідей Палладіо одразу сподобався замовниці, але він занадто масштабний; після коректури проекту архітектор розпочав будівництво, використовуючи матеріал замку, який руйнував. Королева не дочекалась завершення будівлі: 24 червня 1768 г. вона померла. Однак її дочка, Марія Аделаїда, продовжила роботи і зберегла Міка на посаді генерального директора будівель і садів королеви.
Після царювання Людовіка XVI Мік, можливо, завдяки лотаринзькому корінню (батько Марії-Антуанетти був герцогом Лотаринзьким) і рекомендаціям тіток монарха, зберігає свою посаду, а далі отримує звання керівника та головного наглядача будівель королеви. Після відставки А. Ж. Габріеля 21 березня 1775 г. Рішар Мік — Перший архітектор короля. Оскільки справи йшли добре, він зміг придбати садибу у Лотарингії.
Для дружини монарха Мік переробляє інтер'єри Версальського палацу, створюючи невеликі затишні кабінети. Після того, як Людовік XVI подарував їй Малий Тріанон, у липні 1774 г. зодчий спільно з Гюбером Робером на місці Ботанічного саду Людовіка XV створює пейзажний парк на основі пропозицій садівника Антуана Рішара й графа Карамана, які вчинили у себе в маєтку на вулиці Сен-Доменік у Парижі «китайський сад», що привів у захват королеву. На лузі, перед східним фасадом палацу Мік будує можливо найвідоміший моноптер неокласицизму — Храм любові. Під округлим куполом, що спирається на канельовані коринфські колони, встановлює скульптуру Едме Бушардона «Амур, що вирізає лук з палиці Геркулеса» . Недалеко, за зразком Селища у Шантилі Рішар Мік будує Амо де ля Рен (фр. Le Hameau de la Reine) — бутафорське селище, у якому були дім королеви, будуар, більярд, млин, голубник, будиночок садівника, гумно, сироварня, вежа Мальбрука і, кілька осторонь— ферма .
За підкреслено сільськими фасадами, призначеними для королеви, ховались інтер'єри, гідні палаців; а будинки слуг і ферма досить точно відповідали взірцям. Амо створювалося як ідеальне місце повернення до патріархальних норм, у стилі ідей Ж.-Ж. Русо. У Тріаноні Мік будує камерний Театр королеви, скромний зовнішньо, але розкішний зсередини. Спершу декор з пап'є-маше був виконаний у голубих і срібний тонах (нині ліплення позолочене); дерево пофарбовано під мармур, плафон із зображенням Аполлона, Муз і Грацій написав Луї Лагрене [недоступне посилання з червня 2019] . Так Марія-Антуанетта гралася в «простих дівчат».
Після купівлі королевою Сен-Клу архітектор збільшив Corps de Logis замка і суміжне з ним праве крило, оновив фасад саду, змінив освітлення, перепланував покої монархині у стилі неокласицизму.
У парку замка Рамбує він будує ферму для розваги Марії-Антуанетти, доки король на полюванні. Будівля складається з круглого залу, накритого куполом, прикрашеного мармуровими консолями з фарфоровими вазами для молока, і прямокутного залу з фонтанами й барельєфами.
Для Луїзи-Марії, доньки Людовіка XV — Мік будує каплицю у монастирі кармеліток у Сен-Дені, вибравши фасад на кшталт Квадратного будинку в Німі.
Після початку революції Рішар Мік втрачає своє звання. Він повертається у Нансі. За три тижні до падіння Робесп'єра й кінця епохи терору його разом із сином арештовують через підозру у змові порятунку королеви. Революційним трибуналом 7 липня 1794 р. обидва засуджені до смерті, а на наступний день гільйотиновані на площі Руйнування трону (зараз площа Нації) у Парижі. Поховані на цвинтарі Пікпюс.
П'єр де Нолак, історик Версаля, у «Тріаноні Марії-Антуанетти» назвав архітектора «кваліфікованим художником, гідним більшої слави». Нині одна з вулиць Версаля називається на честь Рішара Міка.

## Будівлі

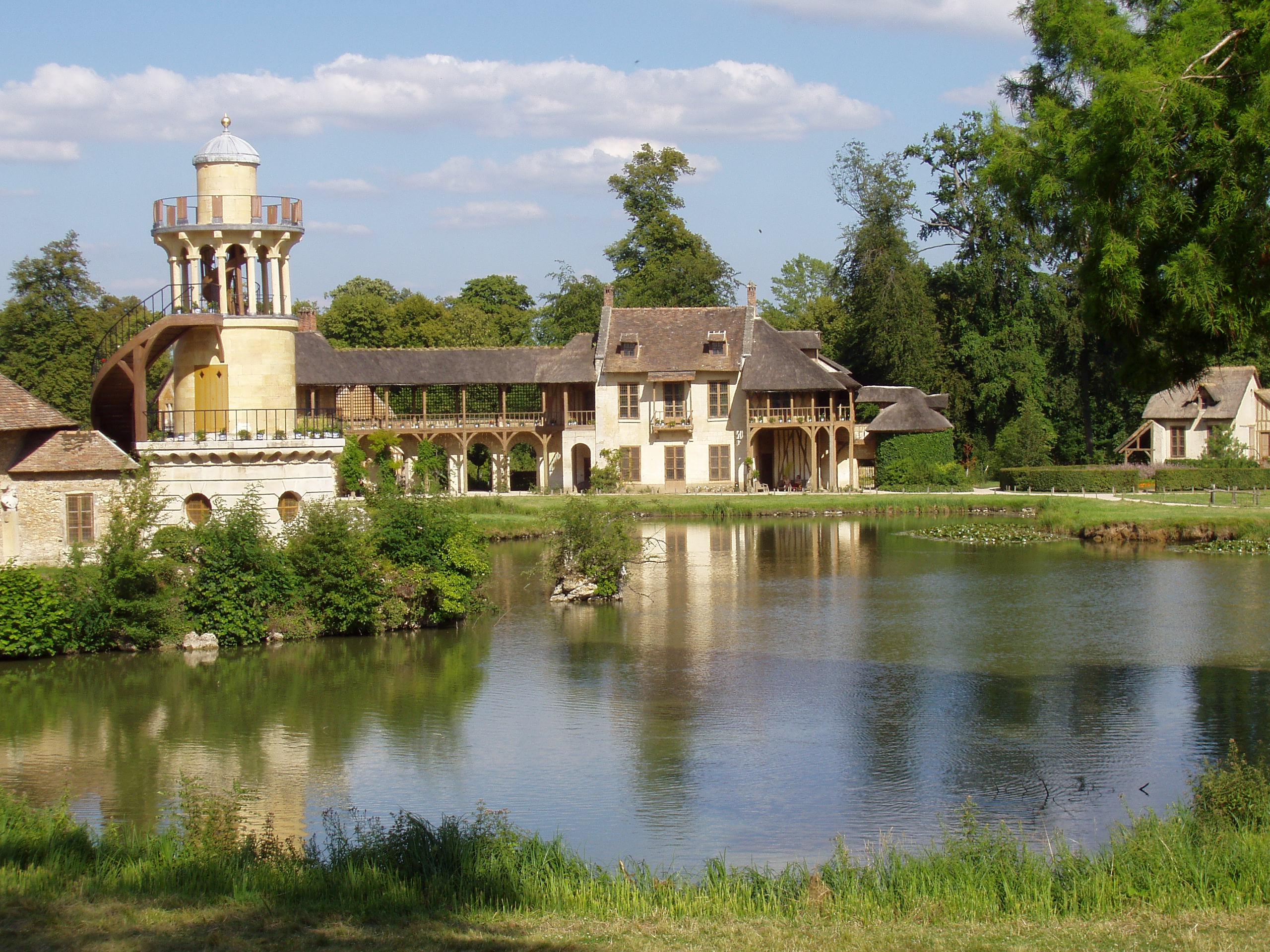
Амо-де-ля-Рен. Вежа Мальбрука і Дім королеви (на другому плані)

- 1762 — перше відоме творіння: павільйон у парку Люневіля.
- 1763—1764 — ворота Сен-Катарін і ворота Станіслава у Нансі.
- 1765 — закладає основу для казарм Сен-Катарін у Нансі.
- 1766—1772 — монастир Урсулинок у Версалі (нині ліцей Ош).
- з 1774 — сади (спільно з Гюбером Робером) та мости Тріанона.
- 1777—1778 — Храм кохання у Тріаноні.
- 1778—1779 — Штучна скеля і Бельведер (розписи Лагрене та Леріша) у Тріаноні.
- 1779 — Театр Тріанона.
- 1780 — будівля Управління у Версалі
- 1780-і — Роботи у парках та інтер'єрах замку Бельв'ю, а також створення павільйону Ермітаж для дочок Людовіка XV.
- 1782—1787 — укріплення веж собору Сен-Круа в Орлеані.
- 1783—1785 — Селище королеви (Амо).
- 1784—1785 — каплиця кармеліток у Сен-Дені (нині музей Мистецтва й історії).
- 1785—1787 — роботи у Сен-Клу.
- 1785 — Будуар королеви у Малому Тріаноні.